# Prototheora corvifera
Prototheora corvifera là một loài bướm đêm thuộc họ Prototheoridae. Loài này có ở Nam Phi.